# Louis Sevestre
Pour les articles homonymes, voir Sevestre.
Louis Sevestre est un homme politique français né le 20 août 1885 à Salers (Cantal) et décédé le 21 mars 1958 à Richelieu (Indre-et-Loire).

## Biographie
Médecin, maire de Maulay, il est conseiller d'arrondissement et président du conseil d'arrondissement de Loudun jusqu'à sa suppression en 1926. Il est député de la Vienne de 1928 à 1932, inscrit au groupe des Républicains de gauche. Il est secrétaire de la Chambre en 1931.
Il est élu maire de Richelieu de 1946 à sa mort en 1958.

## Sources
- « Louis Sevestre », dans le Dictionnaire des parlementaires français (1889-1940), sous la direction de Jean Jolly, PUF, 1960 [détail de l’édition]
- Ressource relative à la vie publique :   - Base Sycomore